# Timberwind
Timberwind war ein Programm der US-DARPA zur Entwicklung eines nuklearen Raketentriebwerks für den Einsatz im Rahmen des SDI-Programms. Das Projekt endete 1992. Der Vorgänger dieses Projekts war das 1972 beendete Projekt NERVA.
Die Entwicklung eines leistungsfähigen kompakten Reaktors mit kugelförmigen Brennelementen (Kugelhaufenreaktor) stand in Verbindung mit dem Multi-Megawatt (MMW) Projekt, dessen Ziel die Erzeugung hoher elektrischer Energie im Weltraum für einen längeren Zeitraum war, wie es für SDI-Energiewaffen vorgesehen war.
Die Timberwind-Rakete sollte als zweite Stufe (Timberwind 45) auf einer Atlas-Rakete und in der Version Timberwind 250 auf einer Titan-Rakete zum Einsatz kommen.

## Technische Daten
- Typ: Timberwind 250 Raketenstufe
- Bruttogewicht: 170 t
- Leergewicht: 45 t
- Schub: 245 kN
- Brennzeit: 493 s
- Spezifischer Impuls (Vakuum): 1000 s (9810 m/s)
- Durchmesser: 8,70 m
- Länge: 30 m
- Treibstoff: Nuklear mit kugelförmigen Brennelementen / Flüssigwasserstoff

## Neue Forschungen zu nuklearthermischen Antrieben
2021 vergab die DARPA wieder Aufträge an amerikanische Firmen, um neue Antriebe für Raketen im sublunaren Raum zu entwickeln. General Atomics, Blue Origin und Lockheed Martin erhielten Forschungsgelder, um bis Ende 2022 ein Kernenergieantriebssystem für ein Raumschiff zu entwickeln. Dann soll es eine Ausschreibung geben, die in einem Testflug im Weltall im Jahr 2025 münden soll.